# Azul (álbum de Cristian Castro)
Azul es el título del séptimo álbum de estudio grabado por el cantautor mexicano Cristian Castro. Fue lanzado al mercado bajo el sello discográfico BMG U.S. Latin el 5 de junio de 2001 y nuevamente fue otro éxito arrollador.

## Antecedentes
En esta producción discográfica vuelve a trabajar con el compositor y productor musical colombo-estadounidense Kike Santander, quien ya había trabajado en el anterior álbum del artista Mi vida sin tu amor (1999), ahora en colaboración de Daniel Betancourt, Milton Salcedo, José Antonio Molina, Fernando Tobón y Andrés Múnera. 
En este álbum canta por primera vez en otro idioma y para ello escoge el italiano, interpretando el tema «Gli amori». En sus canciones se combinan pop latino, rock latino, boleros, soft rock y baladas románticas, además contó nuevamente con la Miami Symphony Orchestra. En cuanto a técnica vocal se refiere, este álbum presenta mucha más complejidad y desafíos que los previos discos, recurriendo al registro alto con el empleo de voz de Cabeza y voz Mixta.

## Promoción
Con 12 canciones contenidas en este disco, reúne melodías que se hicieron escuchar en todo el mundo, como «Azul», este último llegó al primer lugar de  Hot Latin Tracks y Latin Pop Airplay de la revista Billboard en el año 2001, «Yo quería», «Con ella», este último se utilizó para el tema principal de la telenovela venezolana de la extinta cadena televisora RCTV La niña de mis ojos (2001-2002), protagonizada por Lilibeth Morillo y Simón Pestana y coprotagonizada por Juan Pablo Raba y Natalia Streignard y contó con la participación antagónica de Rosalinda Serfaty, «Nuestro amor», «Llorar por dentro», «Lloviendo estrellas», «Sólo» y «Si pudiera».
El álbum obtuvo una nominación al Premio Grammy al Mejor Álbum de Pop Latino en la 44º. edición anual de los Premios Grammy, celebrada el miércoles 27 de febrero de 2002.

## Lista de canciones
| Azul  |                        |                                                           |                                                        |          |  |
| N.º   | Título                 | Escritor(es)                                              | Productor (es)                                         | Duración |  |
| 1.    | «Yo quería»            | Toto Cutugno, Sandro Giacobbe Adapt: al español: Cristian | Daniel Betancourt, Kike Santander                      | 4:18     |  |
| 2.    | «Nuestro amor»         | Kike Santander                                            | Daniel Betancourt, Kike Santander                      | 3:52     |  |
| 3.    | «Lloviendo estrellas»  | Alejandro Montalbán, Eduardo Reyes                        | Bernardo Ossa, Kike Santander                          | 4:18     |  |
| 4.    | «Sólo»                 | Kike Santander, Gustavo Santander                         | Bernardo Ossa, Kike Santander, Milton Salcedo          | 4:45     |  |
| 5.    | «Con ella»             | Kike Santander, Omar Sánchez                              | Daniel Betancourt, Kike Santander                      | 4:54     |  |
| 6.    | «Dos amantes»          | Kike Santander                                            | Bernardo Ossa, Kike Santander                          | 4:58     |  |
| 7.    | «Azul»                 | Kike Santander, Gustavo Santander                         | Andrés Múnera, Fernando Tobón, Kike Santander          | 4:22     |  |
| 8.    | «Gli amori/Los amores» | Toto Cutugno, Salvatore De Pascuale                       | Bernardo Ossa, Kike Santander                          | 4:38     |  |
| 9.    | «Llorar por dentro»    | Arturo Muñóz Castro                                       | Kike Santander, Milton Salcedo                         | 4:27     |  |
| 10.   | «Amantes de ocasión»   | Adrián Muñóz                                              | Bernardo Ossa, Kike Santander                          | 4:45     |  |
| 11.   | «Cupido»               | Juan Pablo Manzanero, Kike Santander                      | Bernardo Ossa, Kike Santander                          | 4:28     |  |
| 12.   | «Si pudiera»           | José Antonio Molina                                       | Daniel Betancourt, Kike Santander, José Antonio Molina | 5:04     |  |
| 54:43 |                        |                                                           |                                                        |          |  |

| Edición Italiana (Pista Especial) |                           |                                     |               |          |  |
| N.º                               | Título                    | Escritor(es)                        | Productor(es) | Duración |  |
| 8.                                | «Gli Amori» (En Italiano) | Toto Cutugno, Salvatore De Pascuale |               |          |  |

| Edición japonesa (Pistas Extras) |                            |                                    |               |          |  |
| N.º                              | Título                     | Escritor(es)                       | Productor(es) | Duración |  |
| 13.                              | «Azul» (Dance Remix)       | Kike Santander, Gustavo Santander  |               |          |  |
| 14.                              | «Azul» (Merengue Remix)    | Kike Santander, Gustavo Santander  |               |          |  |
| 15.                              | «Lloran las rosas» (Remix) | Alfredo Matheus                    |               |          |  |
| 16.                              | «Por amarte así» (Remix)   | Alejandro Montalbán, Eduardo Reyes |               |          |  |

| Azul Remix Plus (Pistas Extras) |                           |                                   |               |          |  |
| N.º                             | Título                    | Escritor(es)                      | Productor(es) | Duración |  |
| 13.                             | «Azul» (Dance Remix)      | Kike Santander, Gustavo Santander |               |          |  |
| 14.                             | «Azul» (Versión Merengue) | Kike Santander, Gustavo Santander |               |          |  |
| 15.                             | «Azul» (Merengue Remix)   | Kike Santander, Gustavo Santander |               |          |  |

## Créditos y personal
- A&R: Luis "Darta" Sarmiento
- Coordinación de A&R: Ana Christina Ordóñez
- Coordinador de Producción: Andrés Felipe Silva
- Copista: Eugenio Van Der Horst, Milton Salcedo
- Diseño gráfico: Lisette Lorenzo para Grafika S.A. de C.V.
- Asistentes de grabación y mezcla: Christine Tramontano, Fabian Marasciullo, Juan Pablo Laverde, Marc Lee, Paul Speck, Scott Kieklak, Steve Robillard y Vadim Chislov
- Ingeniero de mezcla: Javier Garza
- Ingenieros de Grabación: Andrés Múnera, Daniel Betancourt, Gustavo Celis, Javier Garza, Juan José Virviescas, Marcelo Añez, Mike Couzzi
- Productor Ejecutivo: Kike Santander
- Masterizado por: Antonio Baglio en Nautilus, Milán, Italia
- Fotografías: Carlos Gaviria

### Músicos
| - Jorge Calandrelli: Arreglos de metales, Arreglos de cuerdas - Ed Calle: Artista invitado, saxofón - Cristian Castro: Arreglista, Vocals - Tony Concepción: Trompeta - Toto Cutugno: Compositor - John Dee: Corno inglés - Dwayne Dixon: Corno francés - Jeff Meyer: Corno francés - John Smith: Corno francés - Gustavo Erazo: Bajo - Julio Hernández: Bajo - Juan Carlos Arango: Bajo - Lee Levin: Batería - Juan Pablo Manzanero: Compositor - José Antonio Molina: Arreglista, Compositor, Teclados, Piano, Productor, Programación, Arreglos de cuerdas - Alejandro Montalbán: Compositor | - Adriana Muñoz: Compositor - Alfredo Oliva: Concertino, violín - Bernardo Ossa: Arreglista, Teclados, Productor, Programación, Programador de secuenciador, Sonidos - Archie Pena: Percusión - Mark Schubert: Timbales - Eduardo Reyes: Compositor - Milton Salcedo: Arreglista, Teclados, Productor, Programación - Omar Sánchez: Compositor - Kike Santander: Arreglista, Compositor, Guitarra (Cuerda de nailon), Teclados, Piano, Productor - Dana Taboe: Trombón - Fernando Tobón: Arreglista, Bajo, Guitarra, Mandolina, Productor - René Toledo: Guitarra (cuerda de nailon) - Dan Warner: Guitarra, Guitarra (Cuerda de nailon), Guitarra (Acero) - Claudia García: Coros - Inés Gaviria: Coros - Vicky Echeverry: Coros - Ximena Muñoz: Coros - Papo Valle Y Su Trío Borinquen: Artista invitado - Miami Symphonic Strings Orchestra: Cuerdas |

## Posicionamiento en listas
| Listas (2001)                   | Mejor posición |
| ------------------------------- | -------------- |
| España PROMUSICAE               | 75             |
| U.S. Billboard 200              | 193            |
| U.S. Billboard Top Latin Albums | 3              |
| U.S. Billboard Latin Pop Albums | 7              |

## Certificaciones
| País           | Organismo certificador | Certificación      | Ventas certificadas | Ref   |
| -------------- | ---------------------- | ------------------ | ------------------- | ----- |
| España         | PROMUSICAE             | Platino            | 100 000             | [ 4 ] |
| Estados Unidos | RIAA                   | 2x Platino (Latin) | 200 000             | [ 5 ] |
| México         | AMPROFON               | Platino            | 150 000             | [ 6 ] |